# Dioscorea trifida
La Dioscorea trifida es un tubérculo del género Dioscorea originario del Caribe, Centroamérica tropical y América del Sur. Se le conoce por una variedad de nombres comunes, entre ellos mapuey, yampí, ñame blanco, ñame baboso, papañame, papa de aire o sachapapa.

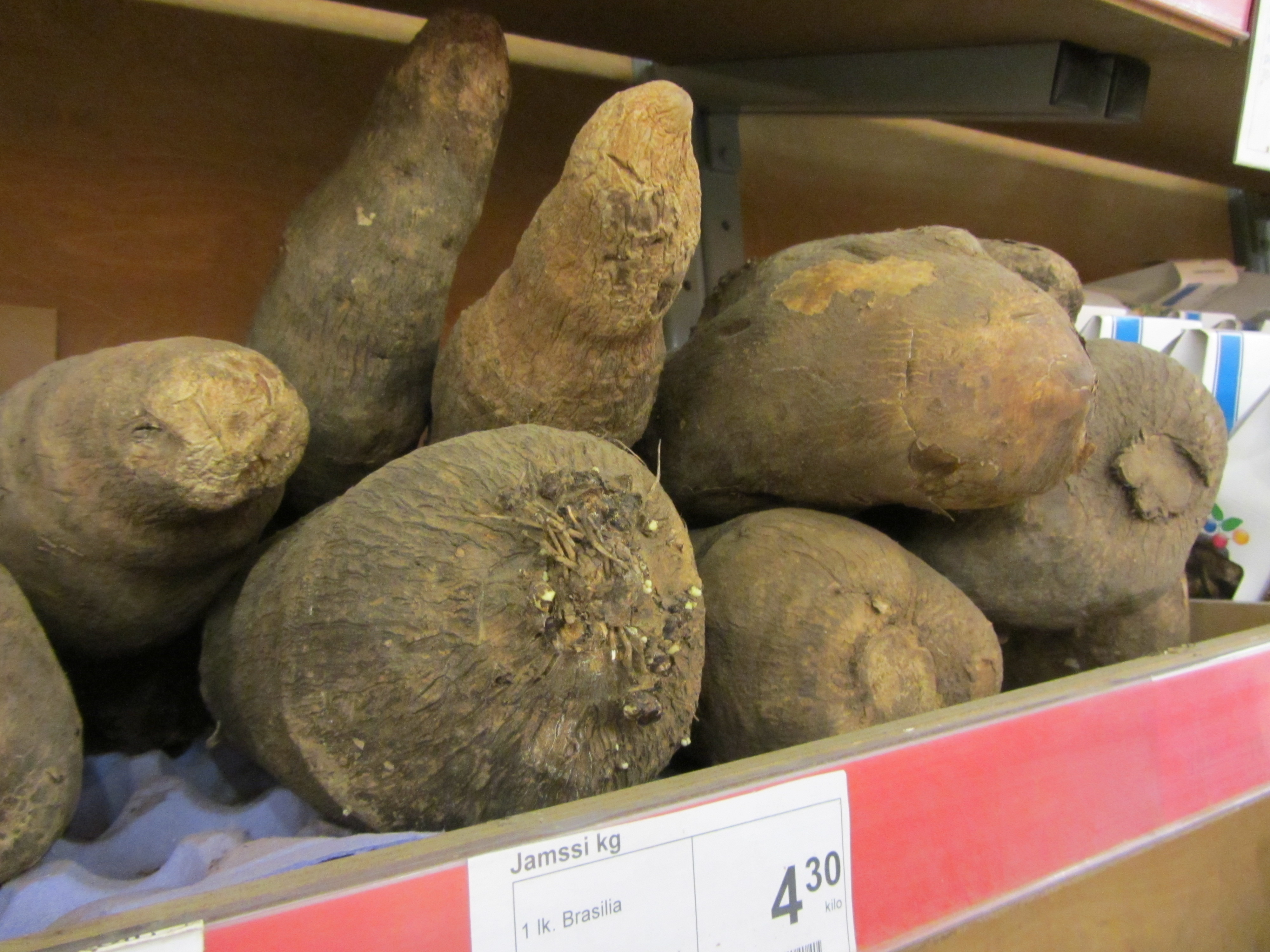
Ñame brasileño en un mercado europeo.

## Descripción
Es una enredadera. Las raíces están unidas a un tallo subterráneo corto e irregular en el cual se forman, en círculos concéntricos, estolones de hasta 70 cm de longitud que se ensanchan formando tubérculos, ricos en almidón. Del tallo subterráneo salen los tallos aéreos cuadrangulares arrollados hacia la izquierda, que presentan 2 a 8 alas membranosas.  Las hojas son simples, alternas, de margen entero, con tres a siete lóbulos hasta de 15,5 cm. Pecíolo de 6,5 cm de longitud.
Las plantas son unisexuales. Inflorescencias en racimos; las flores estaminadas verdosas con 4 a 6 mm de diámetro, las pistiladas de 12 a 14 mm de largo. Fruto capsular con tres lóculos, cada uno con dos muy pequeñas semillas aladas.

## Usos
La pulpa del tubérculo es comestible y ampliamente utilizada en la cocina local.
El tubérculo tiene aproximadamente un 38% de almidón. Se trata de un almidón céreo que carece de amilosa y tiene usos potenciales como un aglutinante y espesante en la elaboración de alimentos.
Se usa como parte del sancocho en Panamá, Colombia y Venezuela.

## Taxonomía
Dioscorea trifida fue descrita por Carlos Linneo el Joven y publicado en Supplementum Plantarum 427. 1781[1782].
Sinonimia
- Dioscorea affinis Kunth
- Dioscorea angustifolia Rusby
- Dioscorea articulata Steud.
- Dioscorea brasiliensis Willd.
- Dioscorea goyazensis Griseb.
- Dioscorea palmata Juss. ex Pers.
- Dioscorea quinquelobata Vell
- Dioscorea ruiziana Klotzsch ex Kunth
- Dioscorea triloba Lam.[7]

## En la cultura
El compositor dominicano Juan Luis Guerra menciona el mapuey en un verso de su canción Ojalá que llueva café.
"Ojalá que llueva café en el campo
```
Peinar un alto cerro de trigo y 
mapuey

Bajar por la colina de arroz graneado
Y continua el arado con tu querer, y digo
Oh, oh, oh-oh-oh"
```